# ゴールドスター (ビール)
ゴールドスター（ヘブライ語: גולדסטאר、英語: Goldstar）とは、イスラエルにおいてよく消費されているビールである。

## 概要
ゴールドスターは、1950年代からイスラエルのテンポ社 (טמפו משקאות, Tempo Beer Industries) によって製造されたビールであり、カシュルートである。ゴールドスターには4.9%のアルコールが含有されている。日本ではイスラエル料理を扱う飲食店などにおいてゴールドスターを飲むことが可能である。なお、ゴールドスターというビールの名称は、ヘブライ語においても「ゴールドスター」とそのまま発音し、「黄金の星」を意味するヘブライ語である「コハブ・ザハブ」には翻訳されていない。